# Falun Gong
| El símbol de Falun Dafa. Conté cinc esvàstiques 卍 (mil·lenari símbol budista, present en moltes cultures antigues) i quatre símbols de Taiji (yin-yang). |                                |
| Xinès tradicional | 法輪功                         |
| Xinès simplificat | 法轮功                         |
| Pinyin | Fǎlún gōng                     |
| Traducció | Practica de la Roda de la Llei |
| Falun Dafa |                                |
| Xinès tradicional | 法輪大法                       |
| Xinès simplificat | 法轮大法                       |
| Pinyin | Fǎlún dàfǎ                     |
| Traducció | Gran Via de la Roda de la Llei |

El Falun Gong, també conegut com a Falun Dafa, és una disciplina espiritual xinesa que inclou la meditació, exercicis simples de qigong i un ensenyament basat en els principis de la veritat (真), la compassió (善) i la tolerància (忍). La pràctica emfasitza la moralitat i el cultiu de la virtut i es presenta com una pràctica del qigong de l'escola budista. A través de la pràctica dels exercicis i tractant d'adequar-se als principis de Falun Dafa en la seva vida quotidiana, els practicants aspiren a ser millors persones, a mantenir-se en bona salut i, en última instància, a la il·luminació espiritual.
El Falun Gong va ser ensenyat públicament per primera vegada en el nord-est de la Xina el 1992 per Li Hongzhi. Durant els anys noranta es va difondre àmpliament a la Xina gràces al boca-orella, a causa dels excel·lents resultats obtinguts en la millora de la salut física i a la ressonància espiritual del seu ensenyament. Al principi, va rebre un suport considerable de les autoritats xineses, ja que la pràctica de qigong és beneficiosa per a la salut i la moralitat dels ciutadans.
Encara que la pràctica va gaudir inicialment de suport considerable per part del govern xinès, a mitjan anys noranta, el Partit Comunista Xinès i organitzacions de seguretat pública van començar a veure a Falun Gong com una amenaça potencial a causa de la seva grandària, independència de l'Estat, i ensenyaments espirituals. L'any 1999, el govern estimava que hi havia 70 milions de practicants de Falun Gong. Les tensions van culminar l'abril de 1999, quan més de 10.000 practicants de Falun Gong es van reunir pacíficament a prop de l'edifici central del govern a Pequín per a demanar reconeixement legal i llibertat d'interferència de l'estat. Aquesta manifestació és vista àmpliament com un catalitzador per a la persecució subsegüent.
El 20 de juliol de 1999, els líders del Partit Comunista van iniciar una campanya en contra de la pràctica la qual incloïa propaganda dedicada a erradicar-la. El govern va bloquejar l'accés a Internet a pàgines web que esmenten a Falun Gong, i l'octubre de 1999 la va declarar una "organització herètica" que amenaçava l'estabilitat social. Les organitzacions de drets humans reporten que els practicants de Falun Gong a la Xina sofreixen una varietat d'abusos dels seus drets humans: s'estima que centenars de milers han estat empresonats de manera extrajudicial, i altres practicants detinguts són obligats a fer treball forçat, sofreixen abusos psiquiàtrics, tortura, i altres mètodes de coerció per a reformar els seus pensaments a mà de les autoritats xineses. L'any 2009, almenys 2.000 practicants de Falun Gong van morir a causa d'abusos mentre es trobaven sota custòdia. Alguns observadors calculen que la xifra és molt més elevada, i reporten que desenes de milers poden haver estat assassinats per a nodrir la indústria de trasplantament d'òrgans a la Xina. En els anys des que es va iniciar la persecució, els practicants de Falun Gong han participat activament a advocar pel respecte als drets humans a la Xina.
El fundador de Falun Gong, Li Hongzhi ha viscut als Estats Units des de l'any 1996 i Falun Gong té un gran nombre de seguidors a nivell mundial. Dins de la Xina, algunes fonts estimen que desenes de milions de persones continuen practicant malgrat la persecució. S'estima que centenars de milers de persones practiquen Falun Gong fora de la Xina en més de 70 països a nivell mundial.

## Origen i categorització
El 13 de maig de 1992, Li Hongzhi, un mestre de qigong del nord-est de la Xina, va donar el primer curs públic de Falun Gong a Changchun, província de Jilin. Va presentar el Falun Gong com a part de la «mil·lenària tradició de la cultivació», fent de fet conèixer al gran públic l'aspecte espiritual de la pràctica del qigong que havia estat deixat de costat durant la Revolució cultural per a adaptar-se a la ideologia comunista.
En el context cultural xinès, el Falun Gong es classifica generalment com un sistema de qigong, terme que només parcialment tradueix el terme més apropiat «xiulian» (修炼, xiūliàn, literalment "pràctica de cultiu"), que des de l'antiguitat descriu el camí en el qual un individu pot aconseguir la perfecció espiritual, sovint a través de la pràctica conjunta de ment i cos. Les tradicions orientals no consideren el cos i la ment com a independents i ensenyen a harmonitzar-los treballant en tots dos. Les «pràctiques de cultiu» han estat una constant en la llarga història xinesa; formen part de les tradicions budistes, taoistes i confucianes i inclouen les arts marcials internes.
Richard Madsen, professor de la Universitat de Sant Diego, Califòrnia, subratlla que la cultura tradicional xinesa té una «comprensió profunda de la matèria i de la ment, del cos i de la ment». Segons Zhao Yuezhi, professor de la Universitat Simon Fraser, al Canadà, «el Falun Gong, com altres formes de qigong, subratlla la interconnexió entre la curació física i espiritual, contràriament a la distinció feta a Occident entre medicina i espiritualitat. Per a millorar la salut, els exercicis físics han d'anar acompanyats d'un cultiu moral, i els exercicis espirituals ajuden a concentrar la ment. En el cas de Falun Gong, els valors a conrear són veritat (真, zhēn), compassió (善, shàn) tolerància (忍, rěn)». Benjamin Penny, professor d'història xinesa en la Universitat Nacional d'Austràlia, destaca la importància d'aquests valors en Falun Gong i va escriure: «La millor manera de descriure el Falun Gong és anomenar-lo un sistema de cultiu. Els sistemes de cultiu són una característica de la vida xinesa des de fa més o menys 2500 anys i probablement també des de molt abans».
A Occident, en no existir el concepte de pràctica de cultiu, el Falun Gong es descriu generalment com una pràctica o un moviment espiritual. La Resolució 605 votada el 16 de març de 2010 en la Cambra de Representants dels Estats Units, que demana la fi immediata de la persecució de Falun Gong a la Xina, ho defineix com a «moviment espiritual» i «pràctica espiritual pertanyent a la cultura tradicional xinesa». En la Resolució del Parlament Europeu, de 12 de desembre de 2013, en la qual es condemna l'extracció forçosa d'òrgans a la Xina, el Falun Gong es classifica com una «disciplina espiritual». Edwary Mcmillan-Scott, Vicepresident del Parlament Europeu, parla de «exercicis espirituals» i de «moviment espiritual». Amnistia Internacional descriu el Falun Gong com un «moviment que practica una tècnica de meditació i exercicis de respiració» o un «moviment espiritual». Human Rights Watch defineix el Falun Gong «una forma de qigong, un antic sistema xinès d'exercicis combinats amb la meditació».

## Ensenyaments centrals
Els ensenyaments de Falun Gong estan basades en els principis 真 zhēn, 善 shàn i 忍 rěn, ‘veritat, benevolència, i tolerància’, tal com s'expressa en els dos llibres capitals de Falun Gong (法轮功) i Zhuan Falun (转法轮). El doctor David Iosifovich Raskin afirma que els ensenyaments recollits en Zhuan Falun "insten als seguidors a elevar el seu nivell moral i espiritual, promouen la fidel execució del treball i els deures cívics; inclou la criança dels nens, la cura dels nostres éssers estimats i l'eliminació de mals hàbits i addiccions, (...) i la cultivació d'una actitud de veracitat, amabilitat i paciència cap als altres".
El Falun Gong creu que els éssers humans són originalment bons i que "l'origen primer de l'existència humana prové de l'univers. Els espais de l'univers el seu originalment bons i tenen per natura Zhen-Shan-Ren; l'ésser humà va posseir al seu naixement la mateixa natura que l'univers". Tanmateix, els éssers humans han "caigut" a un món d'il·lusió i de sofriment després d'haver desenvolupat de l'egoisme i acumulat karma. Per tal de trobar la seva "naturalesa original", cal assimilar-se a la naturalesa de l'univers, abandonar les dolentes pensades i accions i reemborsar el karma.

### Exercicis

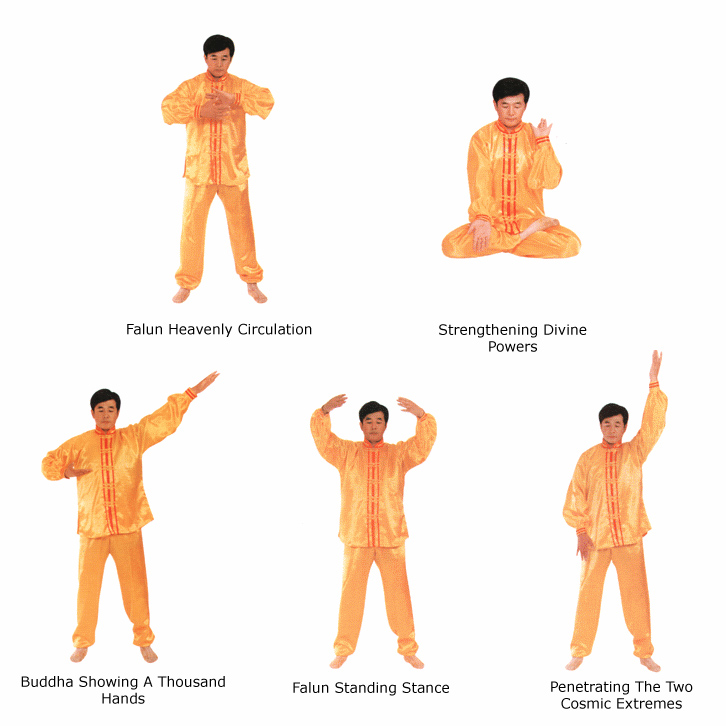
Cinc exercicis de Falun Dafa

A més de la seva filosofia moral, Falun Gong consta de quatre exercicis dempeus i una meditació asseguda. Els exercicis es consideren secundaris a l'elevació moral, encara que continua sent un component essencial de la pràctica de cultivación de Falun Gong.
El primer exercici, anomenat "via del fo mostrant mil mans", està destinat a facilitar el flux lliure d'energia a través del cos i obrir els meridians. El segon exercici, "via de l'estaca-parada Falun", consisteix a sostenir quatre postures estàtiques, cadascuna de les quals s'assembla a sostenir una roda, durant un període prolongat. L'objectiu d'aquest exercici és millorar la saviesa, augmentar la força, elevar el nivell d'una persona i enfortir els poders divins. El tercer, "via travessant els dos extrems còsmics", involucra tres conjunts de moviments, que tenen com a objectiu permetre l'expulsió d'energia dolenta (per exemple, Qi patogen o negre) i l'absorció d'energia bona en el cos. Mitjançant la pràctica d'aquest exercici, el practicant aspira a netejar i purificar el cos. El quart exercici, "via de la circulació celestial Falun", cerca fer circular l'energia lliurement per tot el cos. A diferència dels exercicis primer a quart, el cinquè exercici es fa assegut en posició de lotus. Anomenat "via per a reforçar els poders divins", és una meditació destinada per a mantenir-se el major temps possible.
Els exercicis de Falun Gong es poden practicar individualment o en grup, i es poden fer durant períodes variables d'acord amb les necessitats i habilitats del practicant individual. Porter escriu que s'anima als practicants de Falun Gong a llegir llibres de Falun Gong i practicar els seus exercicis de manera regular, preferiblement diàriament. Els exercicis de Falun Gong es practiquen en grups en parcs, campus universitaris i altres espais públics en més de 70 països a tot el món, i els voluntaris els ensenyen de manera gratuïta.
Un estudi pilot que va incloure el perfil genòmic de sis practicants de Falun Dafa va indicar que "els canvis en l'expressió gènica dels practicants de Falun Gong en contrast amb els controls sans normals es van caracteritzar per una immunitat millorada, una regulació negativa del metabolisme cel·lular i l'alteració dels gens apoptòtics a favor d'una resolució ràpida de la inflamació"
A més de l'assoliment de la salut física, molts sistemes de meditació budista i taoista aspiren a transformar el cos físic i conrear una varietat de capacitats sobrenaturals (shentong), com la telepatia i la visió divina. Les discussions sobre habilitats sobrenaturals també ocupen un lloc destacat dins del moviment qigong, i l'existència d'aquestes habilitats va guanyar un nivell d'acceptació general en la comunitat científica de la Xina en la dècada de 1980. Els ensenyaments de Falun Gong sostenen que els practicants poden adquirir habilitats sobrenaturals a través d'una combinació de cultivació moral, meditació i exercicis. Aquests inclouen, entre d'altres, precognició, clariaudiencia, telepatia i visió divina (a través de l'obertura del tercer ull o ull celestial). No obstant això, Falun Gong emfatitza que aquests poders poden desenvolupar-se només com a resultat de la pràctica moral, i no han de ser perseguits o mostrats casualment. Segons David Ownby, Falun Gong ensenya que "l'orgull en les habilitats d'un, o el desig de presumir, són signes d'inclinacions perilloses", i Li adverteix als seus seguidors que no es distreguin amb la cerca de tals poders.

### Pràctiques socials

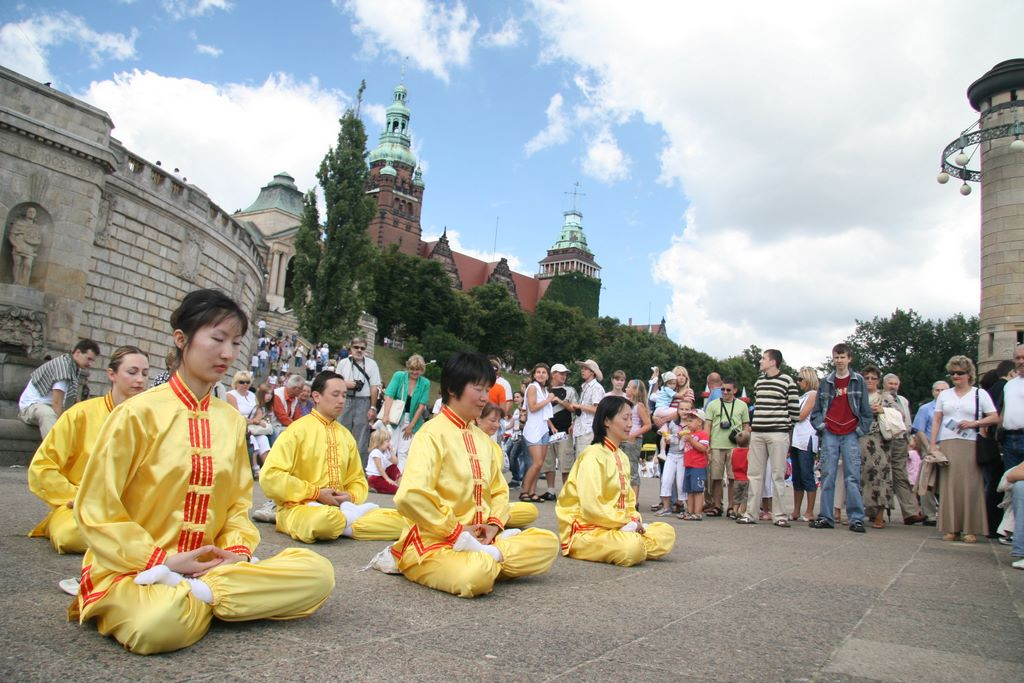

Per tota la Xina, abans de juliol de 1999, "centenars de persones practicaven a l'alba als parcs i en les voreres a càmera lenta al ritme de la música els exercicis de Falun Gong… pancartes grogues i vermelles penjaven dels arbres presentant el mètode i els seus principis. A la tarda, sovint els practicants es trobaven a la llar d'algun deixeble per a llegir el Zhuan Falun, discutir els ensenyaments i intercanviar les experiències de cultiu".
Falun Gong es diferencia de les tradicions monàstiques budistes en que dona gran importància a la participació en el món secular. Cal que els practicants de Falun Gong mantinguin treballs regulars i vides familiars, observin les lleis dels seus respectius governs i se'ls instrueix a no distanciar-se de la societat. Es fa una excepció per als monjos i monges, als qui se'ls permet continuar un estil de vida monàstic mentre practiquen Falun Gong.
Com a part del seu èmfasi en el comportament ètic, els ensenyaments de Falun Gong prescriuen una moralitat personal estricta per als practicants. S'espera que actuïn amb sinceritat, facin bones obres i es comportin amb paciència i paciència quan trobin dificultats. Per exemple, Li estipula que un practicant de Falun Gong no ha de retornar el cop quan és atacat ni respondre quan és insultat. A més, han d'"abandonar els pensaments i comportaments negatius", com la cobdícia, l'engany, la gelosia, etc.
A més d'aquestes coses, els practicants de Falun Gong han d'abandonar una varietat d'inclinacions i desitjos mundans. En el curs de la pràctica de la cultivació, l'estudiant de Falun Gong té com a objectiu renunciar a la cerca de la fama, el guany monetari, el sentimentalisme i altres embolics. Els ensenyaments de Li emfasitzen repetidament el buit de les activitats materials. Encara que als practicants de Falun Gong no se'ls encoratja a deixar els seus treballs o evitar els diners, s'espera que renunciïn a les inclinacions psicològiques per aquestes coses.
La doctrina de Falun Gong aconsella contra la participació en assumptes polítics o socials. L'interés excessiu en la política es veu com una inclinació al poder i influència mundans, i Falun Gong apunta a la transcendència de tals activitats. Segons Hu Ping, "Falun Gong només tracta de purificar l'individu a través de l'exercici, i no toca les preocupacions socials o nacionals. No ha suggerit o fins i tot intimat un model per al canvi social. Moltes religions ... persegueixen reformes socials fins a cert punt... però no hi ha tal tendència evident en Falun Gong."

### Textos
El primer llibre d'ensenyaments de Falun Gong es va publicar l'abril de 1993. Anomenat Xina Falun Gong, o simplement Falun Gong, és un text introductori que analitza el qigong, la relació de Falun Gong amb el budisme, els principis de la pràctica de la cultivació i la millora del caràcter moral (xinxing). El llibre també proporciona il·lustracions i explicacions dels exercicis i la meditació. El cos principal d'ensenyaments s'articula en el llibre Zhuan Falun, publicat en xinès el gener de 1995. El llibre està dividit en nou lliçons i es va basar en transcripcions editades de les xarrades que Li va donar a tota la Xina en els últims tres anys. Des de llavors, els textos de Falun Gong s'han traduït a 40 idiomes. A més d'aquests textos centrals, Li ha publicat diversos llibres, conferències, articles, llibres de poesia, que estan disponibles en els llocs web de Falun Gong.

### Símbols
El símbol principal de la pràctica és el Falun (roda del Dharma o Dharmacakra en sànscrit). En el budisme, el Dharmacakra representa la integritat de la doctrina. "Girar la roda del dharma" (Zhuan Falun) significa predicar la doctrina budista, i és el títol del text principal de Falun Gong.
Malgrat la invocació del llenguatge i els símbols budistes, la roda de la llei tal com s'entén en Falun Gong té connotacions diferents, i es considera que representa l'univers. Està conceptualitzat per un emblema que consisteix en un gran i quatre xicotets símbols de l'esvàstica (en sentit anti-horari), que representen al Buda, i quatre xicotets símbols Taiji (yin-yang) de la tradició del taoisme.

## Història dins de la Xina

### 1992-1996: Difusió i primer desenvolupament de Falun Gong
El Falun Gong és presentat al públic per Li Hongzhi el 13 de maig de 1992, a Changchun, província de Jilin. És llavors la fi del "boom del qigong", un període durant el qual dels milers de disciplines espirituals han proliferat arreu de la Xina. Entre maig 1992 i desembre 1995, Li Hongzhi organitza conferències i dels seminaris d'una durada de vuit a deu dies a tota Xina a preus relativament modestos. Se li van conferir un nombre de premis per part de les organitzacions governamentals de la República Popular de la Xina. Poc després, el 30 de juliol de 1992, Li Hongzhi va rebre el títol de "mestre de qigong", va ser autoritzat a ensenyar en tot el país i va fundar la Societat de Recerca de la "Falun Xiulian Dafa", que al setembre de 1992 va ser admesa en el SRQC. En aquella època, la Societat de Recerca Científica sobre el Qigong a la Xina (SRQC) era l'organització governamental encarregada de supervisar la pràctica, la recerca i el desenvolupament de les escoles de qigong. Falun Gong va participar al Mercat Oriental de salut de Pequín el 1992 i 1993 a la qual va obtenir un èxit extraordinari.
En 1992 va ser guardonat com "qigong estrela", mentre que en 1993 Li Hongzhi va ser proclamat "el Mestre de Qigong més aclamat" i el Falun Gong va rebre el "Premi d'or especial" i un premi per al "Avanç de les fronteres de la ciència." Els periòdics i revistes especialitzades de qigong han publicat articles que enaltien l'autenticitat de la pràctica i els seus extraordinaris efectes terapèutics i això vaig ajudar a augmentar la seua popularitat.
A la província de Guangdong, unes 2.300 persones van assistir als seminaris (finalitzats en 1994), no obstant això, les estadístiques publicades per la Comissió d'Esports en 1998 van mostrar que al voltant de 200.000 persones acudien regularment als llocs dels exercicis per a practicar el Falun Dafa
El 1995, les autoritats xineses van començar a centrar la seva atenció en Falun Gong per a intervenir en la seva organització. El Ministeri de Sanitat, la Comissió Nacional d'Esports i la SRQC van demanar a Li Hongzhi que constituís conjuntament una associació de Falun Gong, oferta que Li va rebutjar.